# Gevry
Gevry – miejscowość i gmina we Francji, w regionie Burgundia-Franche-Comté, w departamencie Jura.
Według danych na rok 1990 gminę zamieszkiwało 595 osób, a gęstość zaludnienia wynosiła 112 osób/km² (wśród 1786 gmin Franche-Comté Gevry plasuje się na 269. miejscu pod względem liczby ludności, natomiast pod względem powierzchni na miejscu 782.).